# Nexoos
A Nexoos é uma plataforma que que conecta empresas que necessitam de empréstimos com Investidores, operando no modelo peer-to-peer lending, popularmente conhecido como P2P. Está sediada na capital São Paulo, e já foi acelerada pela Oxigênio, uma parceria da Porto Seguro com a aceleradora americana Plug and Play, do Vale do Silício. 

## História
Fundada há menos de 3 anos por dois amigos que se conheceram estudando o mercado de fintechs durante um Mestrado em Londres, a Nexoos trouxe para o Brasil o modelo de empréstimos “peer to peer”, que propõe facilitar e baratear o acesso ao crédito para empresas pequenas e médias. O negócio da Nexoos é conectar, por meio de uma plataforma, empresas que precisam de financiamento a pessoas que dispõe de liquidez e buscam melhores retornos para seus investimentos, beneficiando todos os envolvidos no processo.
A ideia surgiu num “hackathon” - que no jargão de tecnologia equivale a uma maratona de programação - e ganhou corpo com o reconhecimento de uma premiação promovida pela University College London, universidade que figura entre as TOP 10 do mundo. O prêmio, além de servir para validar a tese da dupla, foi usado como capital inicial para estruturação da empresa.
“Quando conhecemos a ferramenta de “peer to peer lending”, ficamos impressionados com a disrupção que estava causando no mercado inglês, mesmo se tratando de um sistema financeiro enxuto e eficiente, com spread bancário de apenas 4%. Foi impossível não fazer um paralelo com o Brasil e imaginar o potencial transformador da plataforma no país que tem o segundo maior spread bancário do mundo”, conta Daniel Gomes, sócio-fundador da Nexoos.
De volta ao Brasil, os sócios da Nexoos - os brasileiros Daniel Gomes, Murilo Bassora e o paraguaio Nicolas Arrellaga - tiveram que lidar com uma barreira regulatória que exigia que esse tipo de operação estivesse atrelada a uma instituição financeira regulada pelo Banco Central. Até conseguir um parceiro para viabilizar a abertura da plataforma no Brasil, os amigos começaram a estruturar a operação da Nexoos no Paraguai.
Hoje, a empresa mantém atividade nos dois países e pretende expandir a atuação para toda América Latina. No Brasil, atua em parceria com a Porto Seguro e Socinal. Em pouco mais de 2 anos no mercado brasileiro, já intermediou mais de R$80 milhões em financiamento para as empresas que participam da comunidade, que hoje soma mais de 50.000 empresas e 15.000 investidores. A meta é chegar a R$1 bilhão em volume negociado até o fim de 2019. Com isso, a empresa estima que terá gerado uma economia de R$200 milhões para pequenas e médias empresas do país. Esse capital é injetado diretamente na economia, gerando empregos e renda para toda a população.

## Modelo de Negócios
Para ter acesso ao financiamento pela Nexoos, a empresa não precisa oferecer garantias reais e passa por um processo simples e rápido de avaliação de crédito baseado em algoritmos de análise preditiva com uso massivo de inteligência artificial e machine learning. Desta maneira, o inovador sistema da Nexoos consegue oferecer uma experiência única e sem burocracia para as PMEs (pequenas e médias empresas), sendo até 5 vezes mais rápido e 70% mais barato que bancos. A oferta de crédito varia entre R$25 e R$500 mil, que podem ser pagos no período de 3 a 24 meses com taxas que ficam entre 1,2% a 3,2% ao mês.

## Investimentos
A rentabilidade dos investimentos depende da nota de risco (credit rating) da empresa solicitante. Quanto maior o risco da empresa solicitante, maior a taxa de juros do empréstimo, e maior a rentabilidade oferecida aos investidores. Considerando as empresas com rating aprovado pela Nexoos, as rentabilidades variam entre 16% e 48% anuais.

## Premiações
2016 - Vencedora do Fintech Challenge da C4 - Congresso de Canais de pagamento e Crédito ao Consumidor.
2016 - Aprovado pela Aceleradora Oxigênio para o programa de aceleração
2016 - Finalista do Concurso Acelera Startup da FIESP
2016 - Finalista do Inovativa Brasil
2015 - University College London (UCL) - Bright Idea Award